# Euston Hall
Euston Hall est une maison de campagne, avec parc construit par William Kent et Capability Brown, située à Euston, un petit village du Suffolk situé juste au sud de Thetford, en Angleterre. C'est la maison familiale des Ducs de Grafton .

## Le manoir
Euston apparaît pour la première fois dans le Domesday Book en 1087 en tant que manoir appartenant à l'Abbaye de Bury St Edmunds. En août 1578, Élisabeth Ire séjourne au manoir avec la famille Rookwood en route pour Norwich. Le propriétaire est un récusant et lors de la visite royale une image de la Vierge Marie est découverte cachée dans une meule de foin . Le domaine, presque en ruine, est acheté en 1666 par Henry Bennet (1er comte d'Arlington) secrétaire d'État du roi nouvellement restauré, Charles II. Il construit une grande maison dans le style français, construite autour d'une cour centrale avec de grands pavillons à chaque coin. Charles II effectue la première de plusieurs visites à Euston en 1671. John Evelyn, le chroniqueur, fait partie de la grande cour qui accompagne alors le roi.
En 1672, Charles II arrange un mariage entre Henry FitzRoy, neuf ans, son fils illégitime de Barbara Villiers, et Isabella Bennet, l'héritière de cinq ans du comte d'Arlington. FitzRoy est créé 1er duc de Grafton en 1675  et le jeune couple organise une deuxième cérémonie de mariage en 1679 quand Isabella atteint l'âge de douze ans, alors l'âge légal minimum pour se marier avec consentement. Le duc et la duchesse héritent d'Euston Hall en 1685. Vers 1750, leur fils, le deuxième duc, décide de remodeler la maison et emploie Matthew Brettingham  qui supervise l'exécution de la conception de William Kent et Lord Burlington de Holkham Hall à Norfolk. Les dômes d'Euston sont remplacés par les toits pyramidaux bas que l'on voit aujourd'hui, et une partie de la maison est refaite. Le 5 avril 1902, un incendie catastrophique détruit les ailes sud et ouest et les beaux plafonds Verrio . La maison est rapidement reconstruite sur le même plan, mais plus tard, l'aile sud et la majeure partie de l'aile ouest sont démolies par le 10e duc en 1952.
Euston Hall possède une collection d'œuvres d'art, mais un Canaletto mérite une mention spéciale. Selon le Sporting Magazine, février 1793 : « Vers l'an 1735, il [le 2e duc de Grafton] gardait des foxhounds à Croydon et se rend à Londres très tôt les jours où il chassait. Le vieux duc se plaignait amèrement de l'interruption qu'il rencontrait (en traversant la Tamise à Westminster) pour le retard et l'inattention de l'homme du ferry, etc., par lequel il perdait souvent plusieurs heures d'une belle matinée avant d'arriver à Croydon. Pour supprimer cet inconvénient, il projette le Pont de Westminster et présente au Parlement un projet de loi pour son érection, qui est achevée en 1748." Pendant de nombreuses années, il y a accroché à Euston Hall un Caneletto contemporain du pont en construction.

## Le parc

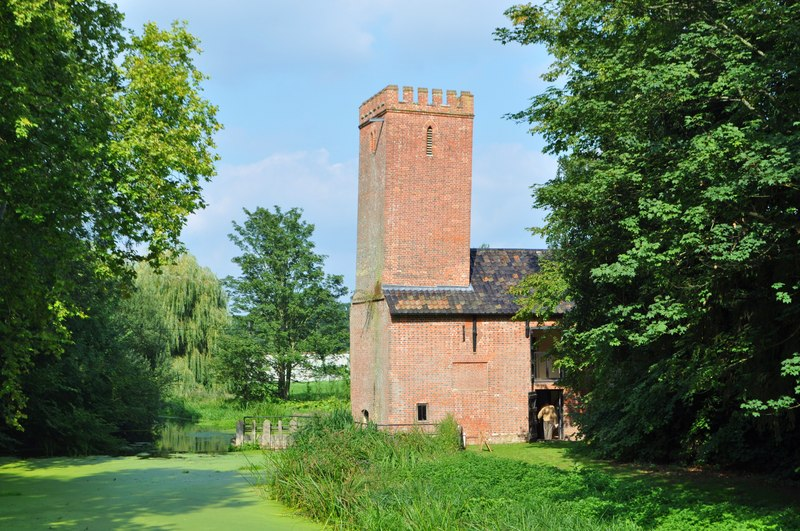
Le Moulin à eau en 2010

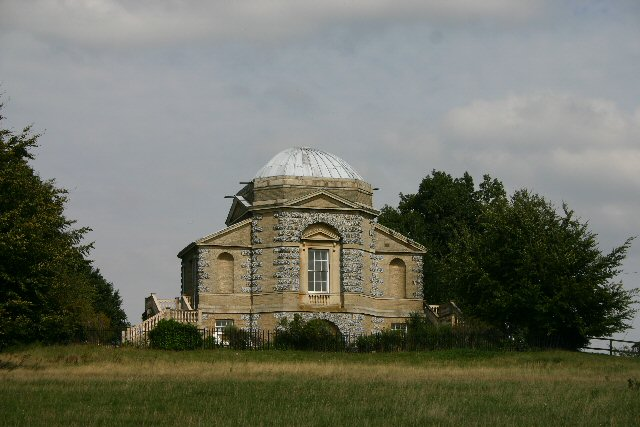
Le temple

L'ancien parc est conçu par le chroniqueur John Evelyn, un paysagiste réputé et un expert des arbres, avec un canal, des promenades droites et des avenues. Ses créations pour Euston comprennent la promenade à travers les terrains de plaisance qui peuvent encore être appréciés aujourd'hui. L'aménagement entier du parc et de la rivière est conçu par William Kent en 1738,  et est considéré comme l'une de ses grandes œuvres. Son temple et son arche d'entrée subsistent.
Capability Brown travaille à Euston par intermittence de 1776 jusqu'à sa mort en 1783. Il remodèle les caractéristiques de l'eau pour le 3e duc de Grafton, élargissant le système de petits lacs et ruisseaux du Kent en un grand nouveau lac, Broadwater, avec une île centrale, conçue pour donner une vue sur la maison à travers les arbres. Il construit un déversoir pour diriger l'eau de la rivière Blackbourne dans le lac et a peut-être aménagé la rive du fleuve devant Euston Hall et le long de la rivière au sud, et planté des arbres près des pavillons à la limite ouest du domaine .
Le moulin à eau d'Euston est construit dans les années 1670 par Sir Samuel Morland pour l'irrigation et la mouture du maïs. En 1731, il est redessiné par William Kent pour ressembler à une église, et en 1859 une roue hydraulique en fer est ajoutée par Charles Burrell.
Le Temple (non ouvert au public) est une folie octogonale inhabituelle conçue par William Kent en 1746. C'est sa dernière œuvre. Il possède une magnifique salle de banquet octogonale surmontée d'un dôme.
La maison et le terrain actuels comprennent environ 110 acres de parc et 65 acres de terrain d'agrément. L'aménagement paysager a subi d'importants travaux de restauration avant le tricentenaire de Capability Brown en 2016 .